# Juan Velasco Damas
Juan Velasco Damas (Dos Hermanas, provincia de Sevilla, 17 de mayo de 1977) es un exfutbolista y entrenador de fútbol español. Jugaba como defensa (normalmente como lateral derecho). 

## Trayectoria

### Como jugador
Después de empezar a jugar con el Coria, ingresó en el equipo filial del Sevilla FC. A mediados de la temporada 96-97 empieza a ser convocado con el primer equipo.
Con el Sevilla FC debuta en la Primera división de la liga española de fútbol el 5 de marzo de 1997, en el partido Rayo Vallecano de Madrid 2 - 0 Sevilla.
En 1999 ficha por el Celta de Vigo, equipo en el que permanece cinco temporadas. Con el Real Club Celta de Vigo jugó 135 partidos de liga española de fútbol y marcó un gol. Esta fue quizá su mejor etapa como futbolista profesional, coincidiendo con un gran momento del club vigués.
En 2004 ficha por el Club Atlético de Madrid.
En 2006 fichó por el RCD Espanyol, donde no consiguió hacerse con la titularidad. En febrero de 2008 fichó por el club inglés de segunda división Norwich City Football Club.
Velasco jugó un total de 213 partidos en la Primera división de España.

#### Selección nacional
Fue internacional con la selección de fútbol de España en cinco ocasiones. Su debut como internacional fue el 26 de enero de 2000 en el partido España 3 - 0 Polonia.

### Como entrenador
Tras retirarse como jugador comenzó su carrera en los banquillos. En 2013 se convierte en segundo entrenador del Xerez Club Deportivo, en el que trabaja durante la temporada 2013-14.
Desde 2014 hasta 2016, sería entrenador del equipo juvenil del Atlético Dos Hermanas CF.
El 12 de octubre de 2016, se convierte en entrenador del Extremadura UD, al que dirige durante dos meses.
En julio de 2018, se enrola en la estructura del Sevilla FC para ser técnico del fútbol base.
En la temporada 2019-20, se convierte en entrenador del Sevilla Fútbol Club "C" del Grupo X de la Tercera División de España.
En la temporada 2020-21, firma como entrenador del Club Deportivo Alcalá.
El 2 de agosto de 2021, firma como entrenador de la UE Santa Coloma de la Primera División de Andorra.
En agosto de 2022, firma como entrenador del Inter Club d'Escaldes de la Primera División de Andorra. El 20 de octubre de 2022, sería destituido y reemplazado por Otger Canals.

## Clubes

### Como jugador
| Club                       | País       | Año         |
| -------------------------- | ---------- | ----------- |
| Coria Club de Fútbol       | España     | 1995 - 1996 |
| Sevilla Atlético           | España     | 1996 - 1997 |
| Sevilla FC                 | España     | 1997 - 1999 |
| Real Club Celta de Vigo    | España     | 1999 - 2004 |
| Club Atlético de Madrid    | España     | 2004 - 2006 |
| RCD Espanyol               | España     | 2006 - 2008 |
| Norwich City Football Club | Inglaterra | 2008        |
| Panthrakikos FC            | Grecia     | 2008 - 2009 |
| Larissa FC                 | Grecia     | 2010 - 2014 |

### Como entrenador
| Club                                 | País    | Año         |
| ------------------------------------ | ------- | ----------- |
| Xerez Club Deportivo (2º entrenador) | España  | 2013 - 2014 |
| Atlético Dos Hermanas CF Juvenil     | España  | 2014 - 2016 |
| Extremadura UD                       | España  | 2016        |
| Sevilla Fútbol Club (Fútbol base)    | España  | 2018 - 2019 |
| Sevilla Fútbol Club "C"              | España  | 2019 - 2020 |
| Club Deportivo Alcalá                | España  | 2021        |
| UE Santa Coloma                      | Andorra | 2021 - 2022 |
| Inter Club d'Escaldes                | Andorra | 2022        |

## Palmarés
Subcampeón de la Copa del Rey 2001, final jugada en el Estadio de la Cartuja (Sevilla), entre el Celta de Vigo y el Zaragoza.
Subcampeón de la Copa de la UEFA 2007, cuya final se jugó en Glasgow entre el RCD Espanyol y el Sevilla FC, con triunfo del equipo andaluz en la tanda de penaltis después de finalizar el partido con un resultado de 2-2.

### Campeonatos internacionales
| Título                    | Club          | Región | Año  |
| ------------------------- | ------------- | ------ | ---- |
| Copa Intertoto de la UEFA | Celta de Vigo | Europa | 2000 |